# 22983 Шлінґайде
22983 Шлінґайде (22983 Schlingheyde) — астероїд головного поясу, відкритий 3 листопада 1999 року.
Тіссеранів параметр щодо Юпітера — 3,263.